# 維吉尼亞半島

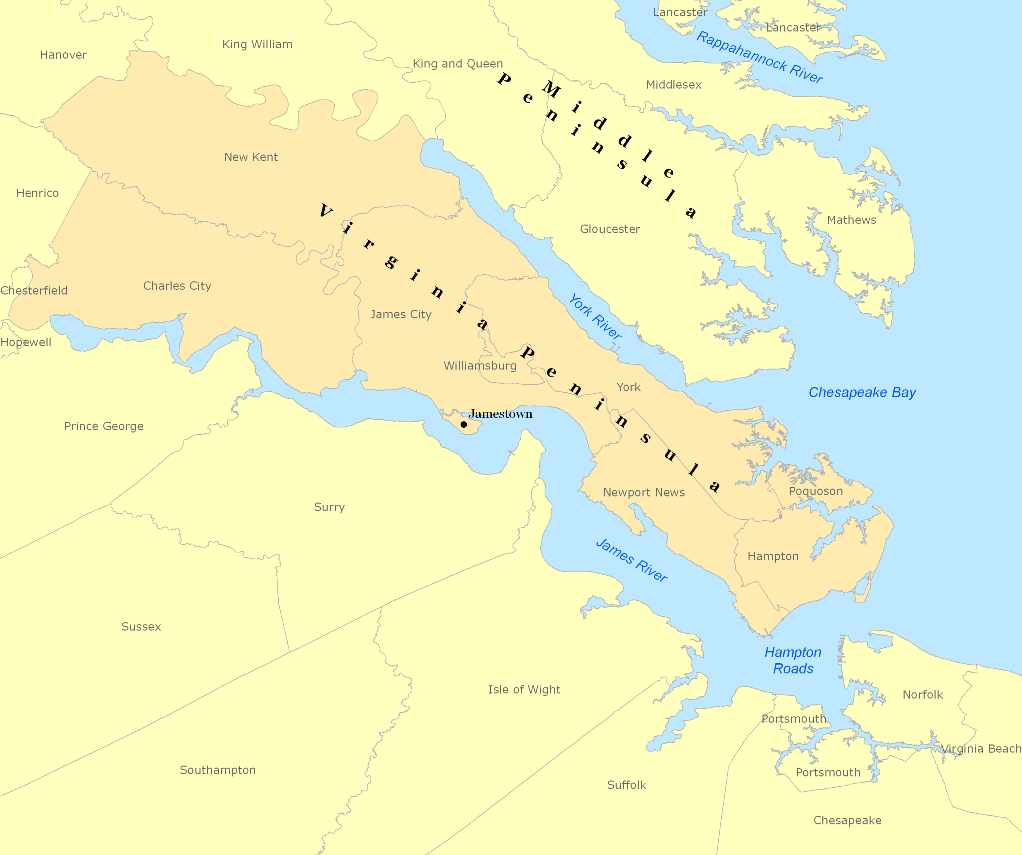
維吉尼亞半島（橙色）

維吉尼亞半島（英語：Virginia Peninsula），是一個在美國維吉尼亞東南面的半島，四周有約克河（北方）、詹姆斯河（西方），漢普頓錨地（東南方）和切薩皮克灣（東南方）。
漢普頓錨地是不少環水的大市區的普通名字。漢普頓錨地的土地被劃分成两个地區：維吉尼亞半島（或稱北半島），和南邊的南漢普頓錨地（在當地，南漢普頓錨地亦稱 “南地”，而維吉尼亞更遠的地方亦有區域叫“南地”，位於正南方）。維吉尼亞半島是弗吉尼亚海滩-诺福克-纽波特纽斯大城市統計區域（Virginia Beach-Norfolk-Newport News, VA-NC MSA）的一部分，人口大約160萬。

## 歷史

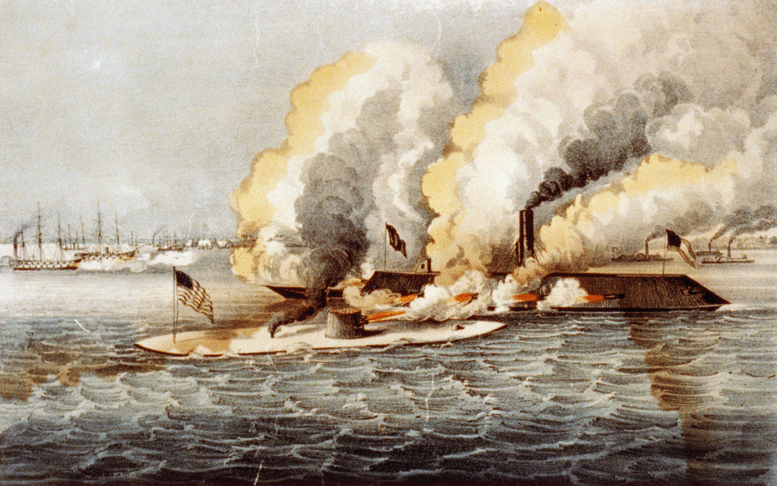
漢普頓錨地海戰

維吉尼亞半島是美国最早的欧洲人殖民地之一。16世纪初，西班牙探险者成为最早抵达切萨皮克湾的欧洲人，他们将其称为“圣母之湾”（Bahía de Madre de Dios）或“圣玛利亚湾”（Bahía de Santa Maria）。他们当时正在寻找通往印度和东方的西北航道。[来源请求] 他们将如今被称为弗吉尼亚的土地命名为“阿哈坎”（Ajacán）。
1565年，西班牙人在新大陆成功建立了一个殖民定居点——位于佛罗里达州圣奥古斯丁（St. Augustine），这是欧洲人在现今美国境内建立的第一个定居点。他们随后在东海岸沿线设立了一些小型前哨，延伸至今佐治亚州与卡罗来纳地区。最北端的据点是圣埃琳娜（Santa Elena，今南卡罗来纳州波特罗亚尔）。从那里出发，胡安·帕尔多（Juan Pardo）受命向内陆探险，并于1567年至1568年在乔阿拉（Joara）地区建立了圣胡安堡（Fort San Juan）。乔阿拉是密西西比文化的一个地区酋邦，位于今日的北卡罗来纳州西部，这也是欧洲人在北美内陆建立的首个定居点。
弗吉尼亚半岛也是英国人在北美东岸的第一个殖民地。1607年英國在北美洲第一個永久的殖民地詹姆斯鎮建立，该镇逐渐拓展为弗吉尼亚省的首府。目前的詹姆斯镇只剩下遗址供游客参观。
連續被佔領的殖民地有伊麗莎白市縣（Elizabeth City County）的科寇坦（Kecoughtan）即是現在的漢普頓錨地。附近是老波因特康弗特（Old Point Comfort），而門羅堡是美国仍然使用中的最古老的軍事基地。在宣稱從英國獨立出去以後，維吉尼亞的第一個首府是威廉斯堡；在殖民地威廉斯堡建成後，許多有歷史色彩的城市都一一重建。
1781年美國独立战争期间，圍困約克鎮的決戰就是發生在維吉尼亞半島，康沃利斯指挥的被华盛顿率领的大陆军和拉法葉、罗尚博率领的法军围困并击败，这是美国独立战争的结束性事件，英国在大陆的势力被彻底击败，美國和大英帝國随后開始進行談判，並於1783年簽訂了巴黎和約，确立了美国的独立。
在美国内战期间，联邦军于1862年发起半岛战役，北軍為了攻取邦联政府驻地里奇蒙，大規模进攻維吉尼亞半島。战役起始于汉普顿锚地入口处的门罗堡（Fort Monroe），该地在1861年弗吉尼亚宣布脱离联邦后，仍由联邦军控制。詹姆斯河河口爆發的漢普頓錨地海戰就是雙方第一次的鐵甲艦大戰。1862年約克河發生了約克鎮之戰。

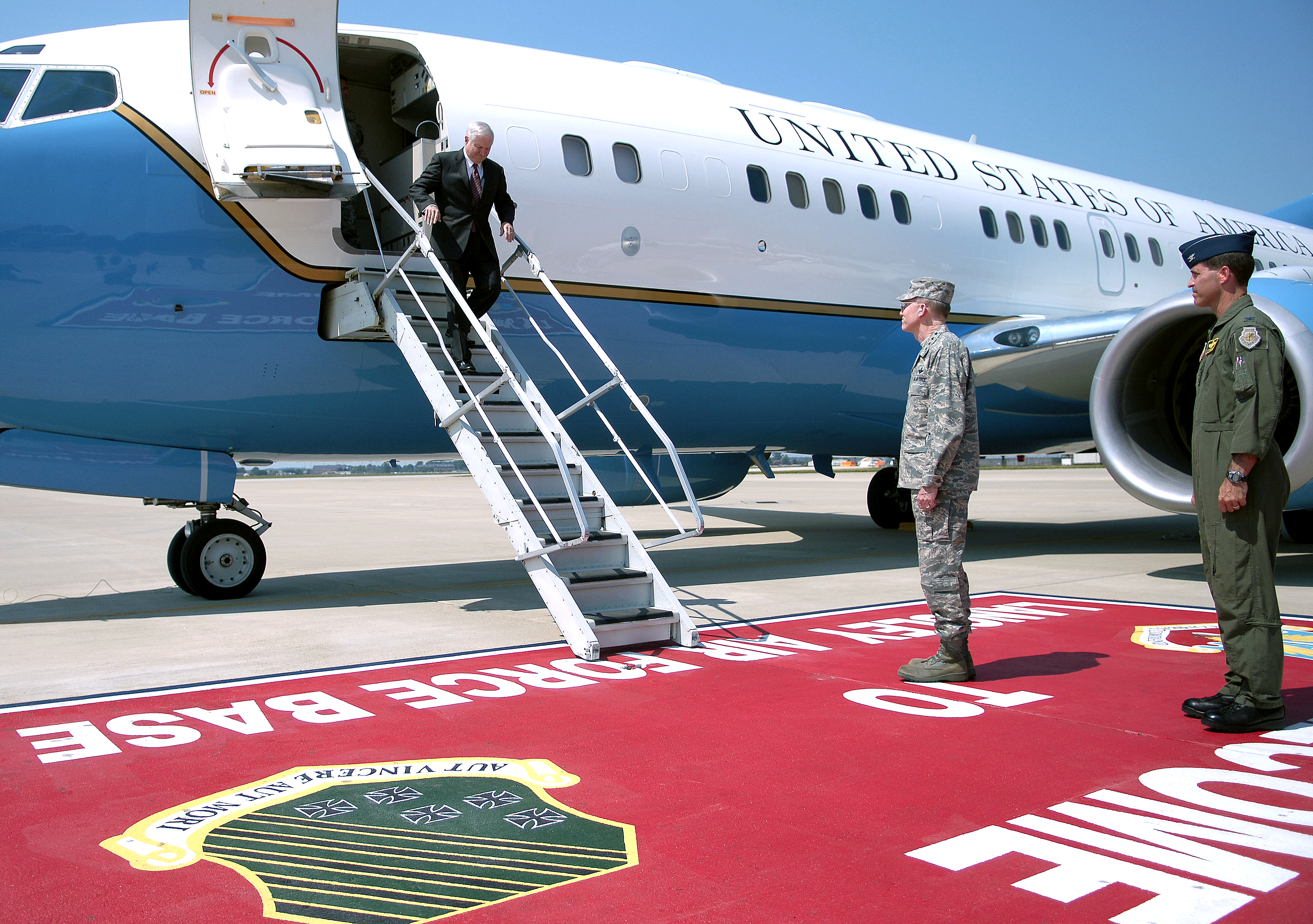
美国前国防部长罗伯特·盖茨访问兰利空军基地

維吉尼亞半島是美国军队重要的军事基地，世界的最大的造船廠位於紐波特紐斯，於1881年在建立。到了20世纪上半叶，尤其在两次世界大战期间，大量军事设施在半岛上大规模建设，占据了大片军事禁区，包括今天的兰利空军基地（Langley Air Force Base）、尤斯蒂斯堡（Fort Eustis）、约克镇海军武器站（Naval Weapons Station Yorktown）以及皮里营地（Camp Peary）。为此，整个马尔伯里岛（Mulberry Island）以及拉基（Lackey）、霍尔斯特角（Halstead's Point）、佩尼曼（Penniman）、比格勒磨坊（Bigler's Mill）和马格鲁德（Magruder）等社区被完全清除。

## 建制

### 獨立城市
- 漢普頓（維吉尼亞州）
- 紐波特紐斯（維吉尼亞州）
- 普庫森市
- 威廉斯堡

### 縣
- 詹姆斯市縣
- 約克縣

## 高速公路
- 殖民地大路
- 維吉尼亞州際高速公路10
- 維吉尼亞州際高速公路199
- 維吉尼亞州際高速公路5
- 維吉尼亞州際高速公路31
- 維吉尼亞州際高速公路32
- 維吉尼亞州際高速公路143

## 其他
現在許多昔日的小城已經在法律上消失和被合併，但多數的公民仍未摒棄它們，例如約克鎮。消失城市現在仍然保留著同樣的名字，而不再存在維吉尼亞半島的地區不少於4個郡、2 個縣、4個鎮，和1個城市，下列是這些11个消失的郡（shire）、縣（county）、鎮，和城市目錄, 和他們存在的近似日期:
1. 詹姆斯鎮（1607）
2. 科寇坦（Kecoughtan）（1610），後成為了漢普頓錨地的一部分
3. 中央種植園（1632）, 1699後成為了威廉斯堡
4. 伊麗莎白河郡（1634-1643）
5. 華威河郡（1634-1643）
6. 查理斯河郡（1634-1643）
7. 詹姆斯市郡（1634-1643）
8. 伊麗莎白市縣（1643-1952）
9. 華威市縣（1643-1952）
10. 腓比斯城（1900-1952）
11. 華威市（1952-1958）